# Animaniacs: The Great Edgar Hunt
Animaniacs: The Great Edgar Hunt är ett actionäventyrsspel som släpptes 2005. Det släpptes i Nordamerika, Europa och Australien. Det är baserad på den animerade tecknade serien Animaniacs från Warner Bros. och har samma röstskådespelare för huvudpersonerna.

## Handling
Filmregissören Cyril Coupe Deville stjäl "Edgars" (statyetter som är en parodi på Oscars). Man spelar som syskonen Wakko, Yakko och Dot och man ska skaffa tillbaka alla 45 statyetter.

## Mottagande
Spelet fick blandade eller genomsnittliga recensioner när det släpptes. Expressens recensent Daniel Gustafson tyckte att spelet saknade överraskningar men var fullt godtagbart för den tilltänkta målgruppen. Aftonbladets recensent Linda Antonsson tyckte att det var ett barnsäkert spel utan större överraskningar. Sundsvalls Tidnings recensent tyckte att det var ett bra spel att introducera tv-spel till barn med, men inte så mycket mer. Gamespots recensent gav det 7,1 av 10 i betyg, och tyckte att det var ett bra, om än inte mycket originellt, plattformsspel i sin egen rätt.